# Termitomyces striatus
Termitomyces striatus är en svampart som först beskrevs av Beeli, och fick sitt nu gällande namn av Roger Heim 1942. Termitomyces striatus ingår i släktet Termitomyces och familjen Lyophyllaceae.   Inga underarter finns listade i Catalogue of Life.